# Lewisia columbiana
Espèce
Classification APG III (2009)
Lewisia columbiana est une espèce de plante à fleurs de la famille des Portulacaceae selon la classification classique de Cronquist (1981) ou des Montiaceae selon la classification phylogénique.
Elle est originaire de l'ouest des États-Unis et de la Colombie-Britannique, où elle pousse dans des rocailles de montagne. C'est une plante vivace à racine pivotante courte, épaisse et unique de type caudex. Elle produit une rosette de nombreuses feuilles épaisses, charnues, lancéolées, obtuses ou pointues à bout et bords lisses, mesurant de 2 à 10 centimètres de long. Les inflorescences se composent de plusieurs tiges mesurant jusqu'à environ 30 centimètres de haut, chaque tige portant jusqu'à 100 fleurs chacune. Les fleurs ont de 4 à 11 pétales, chacun d'eux mesurant jusqu'à environ un centimètre de long de forme ovale avec une pointe crantée. Les pétales sont de couleur blanche à rose pâle, souvent avec des veines rose foncé.

## Galerie

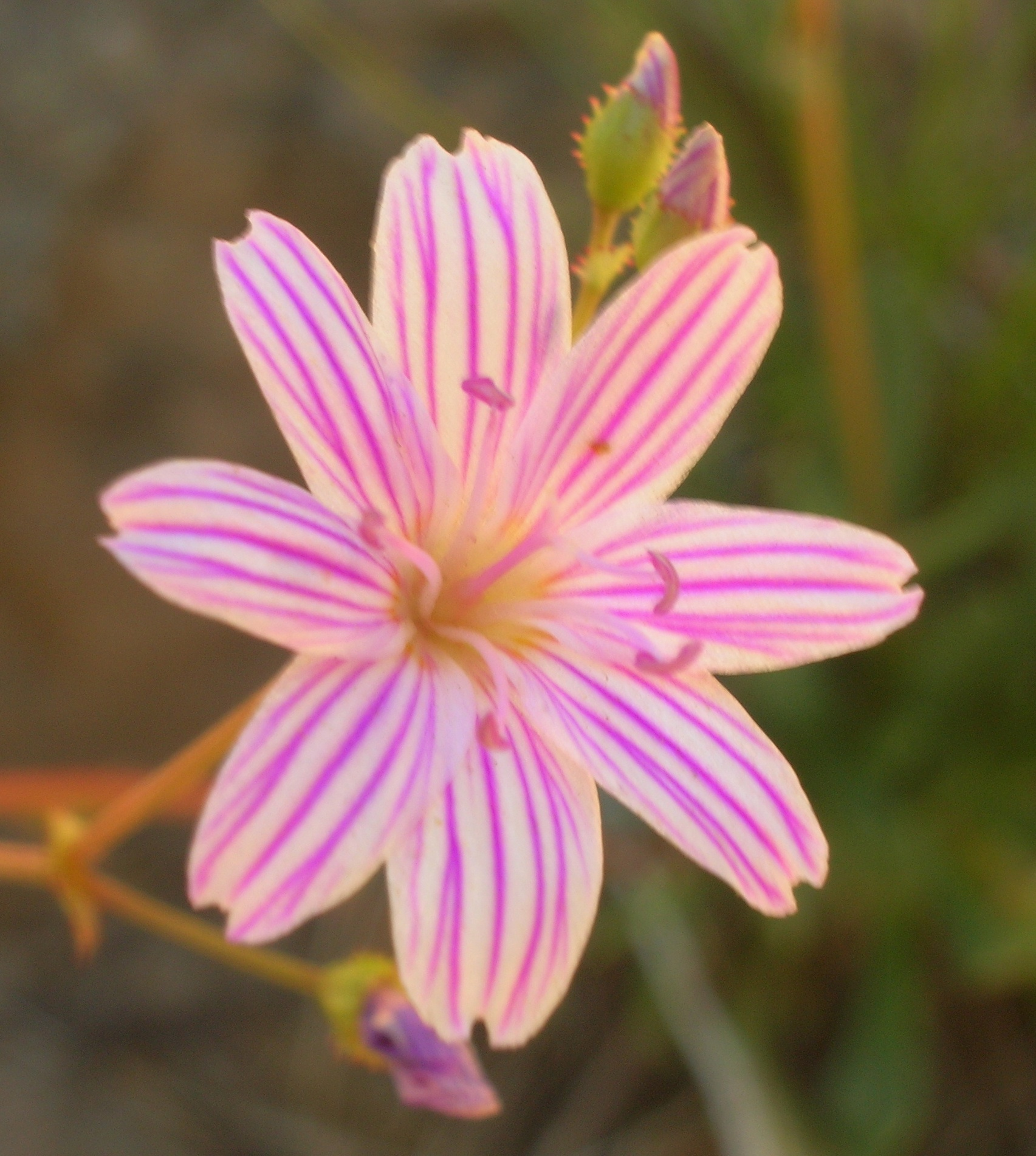
Fleur
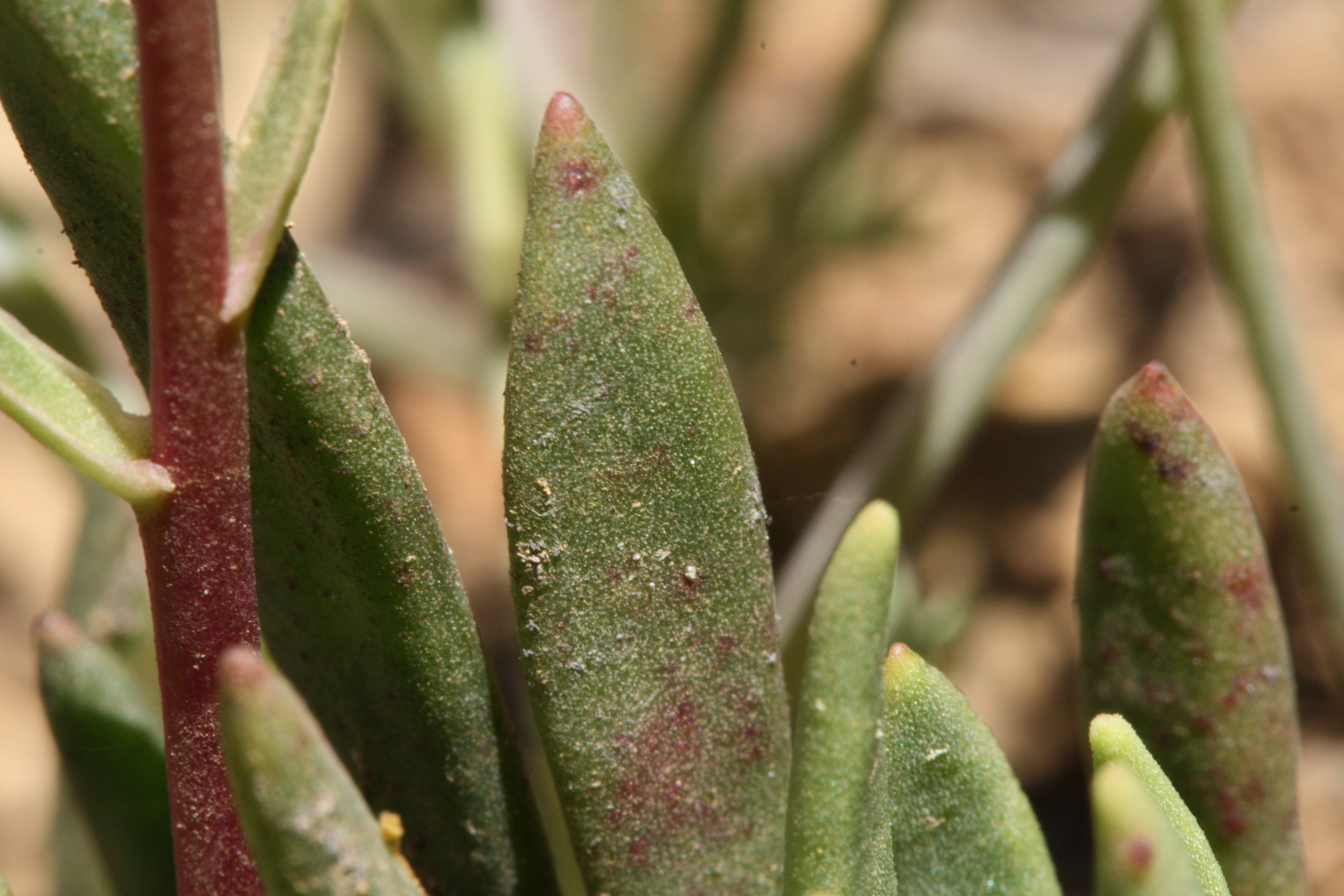
Feuille
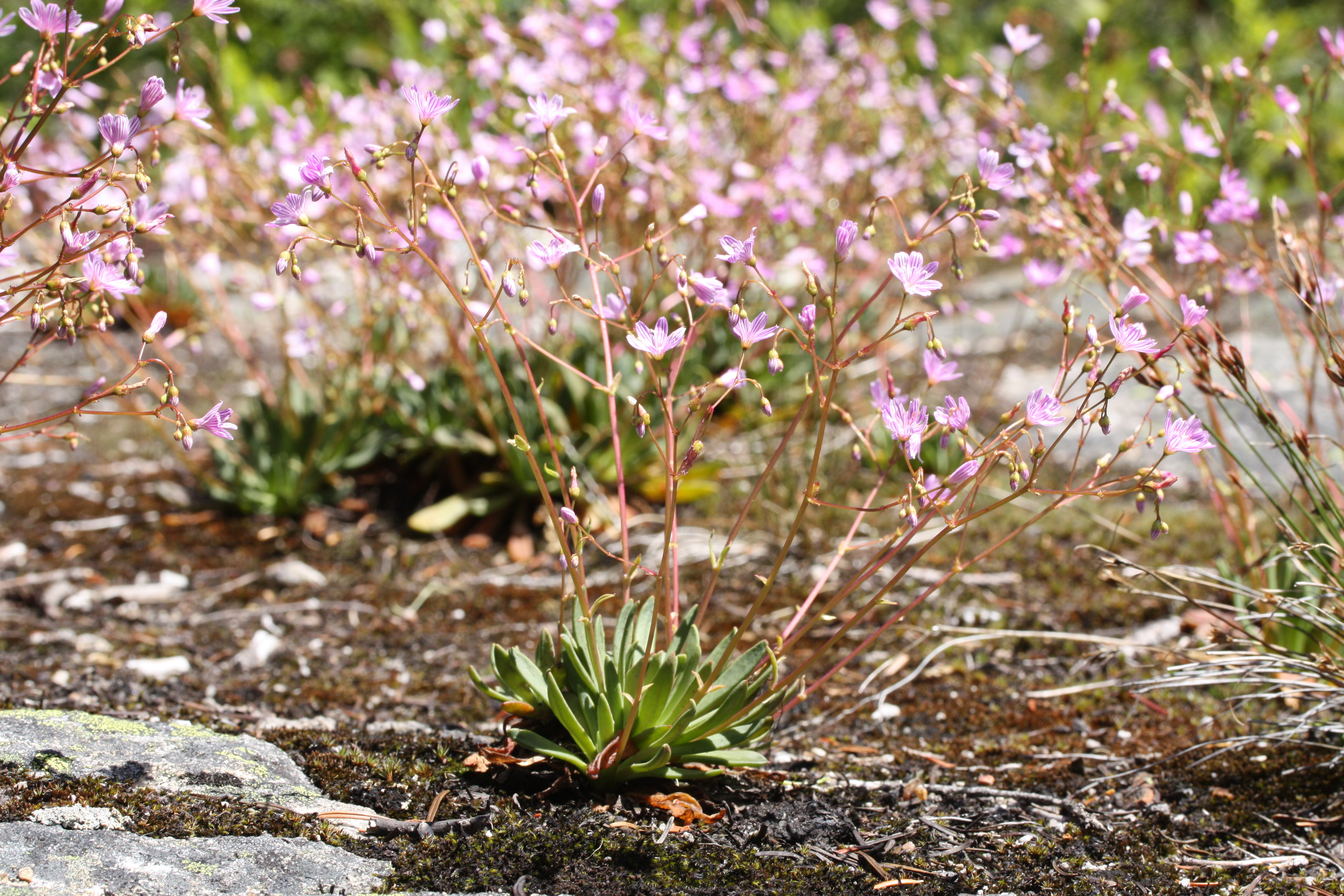